# Atlantic Aircraft
Atlantic Aircraft Corporation , también conocida como Fokker-America y Atlantic-Fokker , era una filial estadounidense de la compañía holandesa Fokker, responsable de las ventas e información sobre las importaciones de dicha firma y, finalmente, de la construcción de varios diseños de Fokker.

## Historia
En 1920, Anthony Fokker estableció la oficina de ventas en los Estados Unidos denominada Netherlands Aircraft Manufacturing Company of Amsterdam. Los representantes de la compañía fueron el diseñador Robert BC Noorduyn y Frits Cremer, piloto de pruebas y amigo de Anthony Fokker desde antes de la Primera Guerra Mundial. Vendieron con éxito sus aviones importados de Europa en los Estados Unidos. Pero, la construcción típica de Fokker de alas de madera y un fuselaje de tubo de acero, ambos cubiertos con tela, también llamó la atención del ejército de los EE. UU. lo que dio lugar a una orden para equipar sus Airco DH.4 con fuselajes de acero. La única restricción fue que, estos tenían que fabricarse en los Estados Unidos; por lo tanto, Fokker fundó la Atlantic Aircraft Corporation en mayo de 1924. La compañía tenía su sede en Hasbrouck Heights, Nueva Jersey y Teterboro, Nueva Jersey. Lorillard Spencer se convirtió en el presidente y Robert BC Noorduyn en el Director General.
Por ello, la denominación Netherlands Aircraft Manufacturing Company of Amsterdam fue reemplazada por la de Fokker Aircraft Corporation, que tenía los derechos de licencia de los diseños de Fokker y seguía siendo responsable de vender los aviones de la fábrica holandesa de Fokker. En septiembre de 1925, la Fokker Aircraft Corporation se hizo cargo de las acciones y órdenes de Atlantic Aircraft Corporation, que desde entonces se había convertido en una subsidiaria total de la misma. En 1925, la compañía también comenzó a fabricar uno de los diseños propios de Noorduyn, el Fokker Universal .
En 1927 se fundó la Fokker Aircraft Corporation of America , que se hizo cargo de la Fokker Aircraft Corporation. Se construyó una fábrica en Passaic (Nueva Jersey) , en 1927, y otra en Glen Dale (Virginia Occidental), en agosto de 1928. Aunque la compañía cambió su nombre, muchos de sus productos continuaron siendo considerados como " Atlantic "o" Atlantic Fokker "durante algunos años.
Fokker Aircraft Company of America se convirtió en una subsidiaria de General Motors , que adquirió una participación del 40 %  en mayo de 1929, pero finalizó sus operaciones al año siguiente, siendo la causa una combinación del efecto de la Gran Depresión y la mala publicidad generada en torno al accidente ufrio por un Fokker F.10 de Transcontinental & Western Air  en 1931 y en el que murió al célebre entrenador de fútbol americano Knute Rockne . Fokker terminó su asociación con la compañía estadounidense en 1931. GMC cambió el nombre de su filial a General Aviation Manufacturing Corporation , que a su vez se convirtió en parte de North American Aviation en 1934.

## Aeroplanos
Atlantic Model 1Fokker DH-4M-2
Atlantic Model 2Fokker S-3
Atlantic Model 3Fokker AO-1, Fokker CO-4 Mail, Fokker C-4
Atlantic Model 4Fokker Universal
Atlantic Model 5Fokker XLB-2
Atlantic Model 6Fokker F.VII
Atlantic Model 7Fokker C-2 versión civil
Atlantic XHB-2solo diseño, nunca construido
Fokker XA-7
Fokker XB-8
Fokker F.10
Fokker F-11
Fokker F-14
Fokker F-32
Fokker Super Universal
General Aviation GA-43
General Aviation PJ
General Aviation XFA